# 沃尔特·艾伦
沃尔特·欧内斯特·艾伦（英語：Walter Ernest Allen，1911年2月23日—1995年2月28日），是英国文学评论家、小说家。

## 作品
- 《Innocence is Drowned》（1938年）
- 《Blind Man's Ditch》(1939年)
- 《Living Space》(1940年)
- 《The Black Country》(1946年)
- 《Rogue Elephant》(1946年)
- 《Dead Man Over All》(1950年)
- 《All in a Lifetime》(1959年)
- 《Get Out Early》(1986年)
- 《ccosting Profiles》(1989年)